# Edinburg (Wirginia)
Edinburg – miasto w Stanach Zjednoczonych, w stanie Wirginia, w hrabstwie Shenandoah.